# Мунісінг (Мічиган)
Мунісінг (англ. Munising) — місто (англ. city) в США, в окрузі Алджер штату Мічиган. Населення — 1986 осіб (2020).

## Географія
Мунісінг розташований за координатами 46°25′52″ пн. ш. 86°37′12″ зх. д. / 46.43111° пн. ш. 86.62000° зх. д. (46.431174, -86.619960).  За даними Бюро перепису населення США в 2010 році місто мало площу 23,40 км², з яких 13,60 км² — суходіл та 9,79 км² — водойми.

### Клімат
| Клімат : Мунісінг       | Клімат : Мунісінг | Клімат : Мунісінг | Клімат : Мунісінг | Клімат : Мунісінг | Клімат : Мунісінг | Клімат : Мунісінг | Клімат : Мунісінг | Клімат : Мунісінг | Клімат : Мунісінг | Клімат : Мунісінг | Клімат : Мунісінг | Клімат : Мунісінг | Клімат : Мунісінг |
| Показник                | Січ.              | Лют.              | Бер.              | Квіт.             | Трав.             | Черв.             | Лип.              | Серп.             | Вер.              | Жовт.             | Лист.             | Груд.             | Рік               |
| Абсолютний максимум, °C | 14,4              | 13,9              | 27,8              | 31,7              | 35,0              | 36,1              | 39,4              | 39,4              | 37,2              | 30,6              | 21,1              | 15,6              | 39,4              |
| Середній максимум, °C   | −4,2              | −2,9              | 1,7               | 8,6               | 15,6              | 20,6              | 23,4              | 22,9              | 18,6              | 11,7              | 4,4               | −1,8              | 9,9               |
| Середня температура, °C | −7,8              | −7                | −2,4              | 3,9               | 10,0              | 15,1              | 18,2              | 18,1              | 14,1              | 7,6               | 1,1               | −5,1              | 5,5               |
| Середній мінімум, °C    | −11,5             | −11,1             | −6,5              | −0,8              | 4,4               | 9,5               | 13,1              | 13,2              | 9,5               | 3,4               | −2,2              | −8,3              | 1,1               |
| Абсолютний мінімум, °C  | −32,8             | −36,1             | −32,2             | −26,1             | −12,2             | −6,1              | −0,6              | −4,4              | −5,6              | −15,6             | −23,3             | −29,4             | −36,1             |
| Норма опадів, мм        | 83                | 51                | 53                | 56                | 76                | 85                | 83                | 88                | 103               | 107               | 95                | 95                | 977               |
| Днів з опадами          | 20,2              | 14,1              | 11,1              | 9,7               | 11,1              | 10,3              | 10,5              | 10,1              | 13,2              | 15,4              | 15,1              | 18,3              | 159,1             |
| Днів зі снігом          | 19,3              | 13,2              | 8,5               | 2,8               | 0,2               | 0,0               | 0,0               | 0,0               | 0,0               | 1,0               | 6,4               | 15,8              | 67,2              |
| ----------------------- | ----------------- | ----------------- | ----------------- | ----------------- | ----------------- | ----------------- | ----------------- | ----------------- | ----------------- | ----------------- | ----------------- | ----------------- | ----------------- |
| Джерело: NOAA           |                   |                   |                   |                   |                   |                   |                   |                   |                   |                   |                   |                   |                   |

## Демографія
Згідно з переписом 2010 року, у місті мешкало 2355 осіб у 1032 домогосподарствах у складі 592 родин. Густота населення становила 101 особа/км².  Було 1252 помешкання (54/км²).
Расовий склад населення:
| - 91,2 % — білих - 4,8 % — корінних американців - 0,7 % — азіатів - 0,2 % — чорних або афроамериканців |

До двох чи більше рас належало 3,0 %. Частка іспаномовних становила 1,4 % від усіх жителів.
За віковим діапазоном населення розподілялося таким чином: 18,7 % — особи молодші 18 років, 55,0 % — особи у віці 18—64 років, 26,3 % — особи у віці 65 років та старші. Медіана віку мешканця становила 48,6 року. На 100 осіб жіночої статі у місті припадало 90,2 чоловіків;  на 100 жінок у віці від 18 років та старших — 86,7 чоловіків також старших 18 років.
Середній дохід на одне домашнє господарство  становив 45 952 долари США (медіана — 33 953), а середній дохід на одну сім'ю — 58 843 долари (медіана — 49 432). Медіана доходів становила 38 684 долари для чоловіків та 31 474 долари для жінок. За межею бідності перебувало 18,7 % осіб, у тому числі 22,3 % дітей у віці до 18 років та 16,0 % осіб у віці 65 років та старших.
Цивільне працевлаштоване населення становило 934 особи. Основні галузі зайнятості: мистецтво, розваги та відпочинок — 29,6 %, освіта, охорона здоров'я та соціальна допомога — 18,1 %, виробництво — 8,4 %, науковці, спеціалісти, менеджери — 7,9 %.